# Georg August Goldfuss
Georg August Goldfuss (Goldfuß) (Thurnau, Bayreuthi Őrgrófság, 1782. április 18. – Poppelsdorf (ma Bonn része), 1848. október 2.) német paleontológus és zoológus volt. Zoológiai szakmunkákban nevének rövidítése: „Goldfuss”.

## Élete
Goldfuss a Kulmbach város melletti Thurnau községben született. 1800 és 1804 között a berlini Collegium medico-chirurgicum-ban tanult, majd Erlangenben folytatott ahol 1804-ben sikerrel letette a PhD-jét, és 1811 és 1818 között állattani magántanár (Privatdozent=fizetés nélküli előadó) és tanszék-adminisztrátor volt. 1183-ban a Leopoldina Német Természettudományos Akadémia tagjává választották. Ott titkári feladattal és a világhírű természettudományi gyűjtemény és a könyvtár gondozásával bízták meg.
1818-ban kinevezték a Bonni Egyetem állattani és ásványtani professzorának és Goldfuß magával vitte a gyűjteményt. Georg zu Münster kérésére nekilátott a Petrefacta Germaniae című művének, amelyen 1826–1844 között dolgozott. Ez a könyv Németország gerinctelen őslényeit akarta bemutatni, de írása félbe maradt, miután elkészültek a szivacsokról (Porifera), a virágállatokról (Anthozoa), a tengerililiomokról (Crinoidea), a tüskésbőrűekről (Echinodermata) és a puhatestűekről (Mollusca) szóló fejezetek.
1839-től 1840-ig a bonni egyetem rektora volt. Goldfuss Poppelsdorfban (ma Bonn része) halt meg.

## Georg August Goldfuss által alkotott és/vagy megnevezett taxonok
Az alábbi linkben megnézhető Georg August Goldfuss taxonjainak egy része.

### Fordítás
- Ez a szócikk részben vagy egészben  a   Georg August Goldfuss című angol Wikipédia-szócikk fordításán alapul.  Az eredeti cikk szerkesztőit annak laptörténete sorolja fel. Ez a jelzés csupán a megfogalmazás eredetét és a szerzői jogokat jelzi, nem szolgál a cikkben szereplő információk forrásmegjelöléseként.